# Ihr Platz

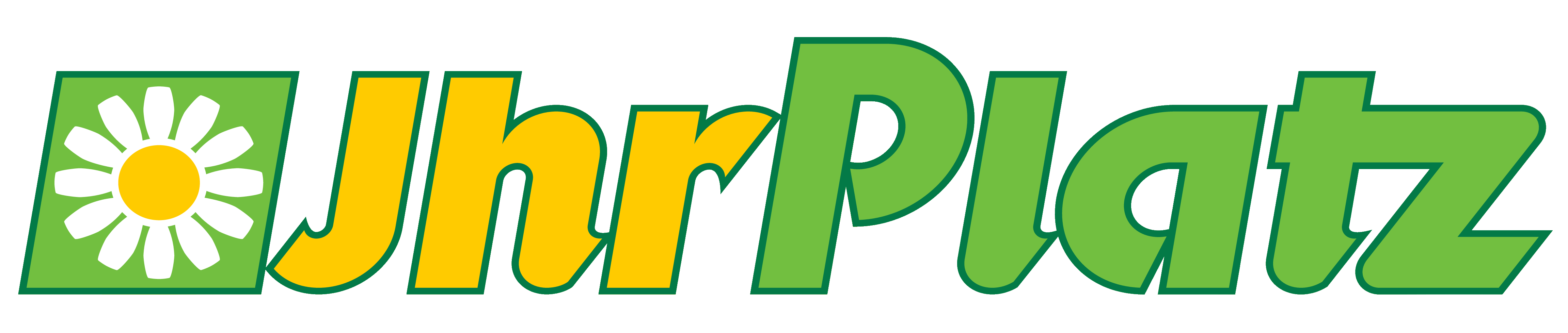
Logo von Ihr Platz im Jahr 2003

Logo von drospa im Jahr 2010

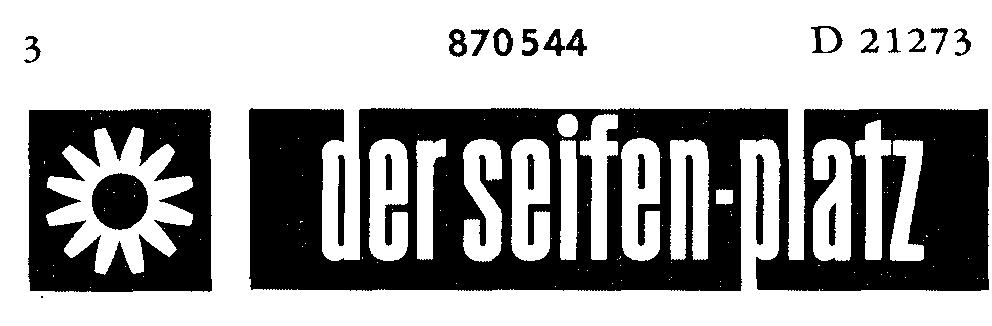
Altes Logo von 1958 bis 1973

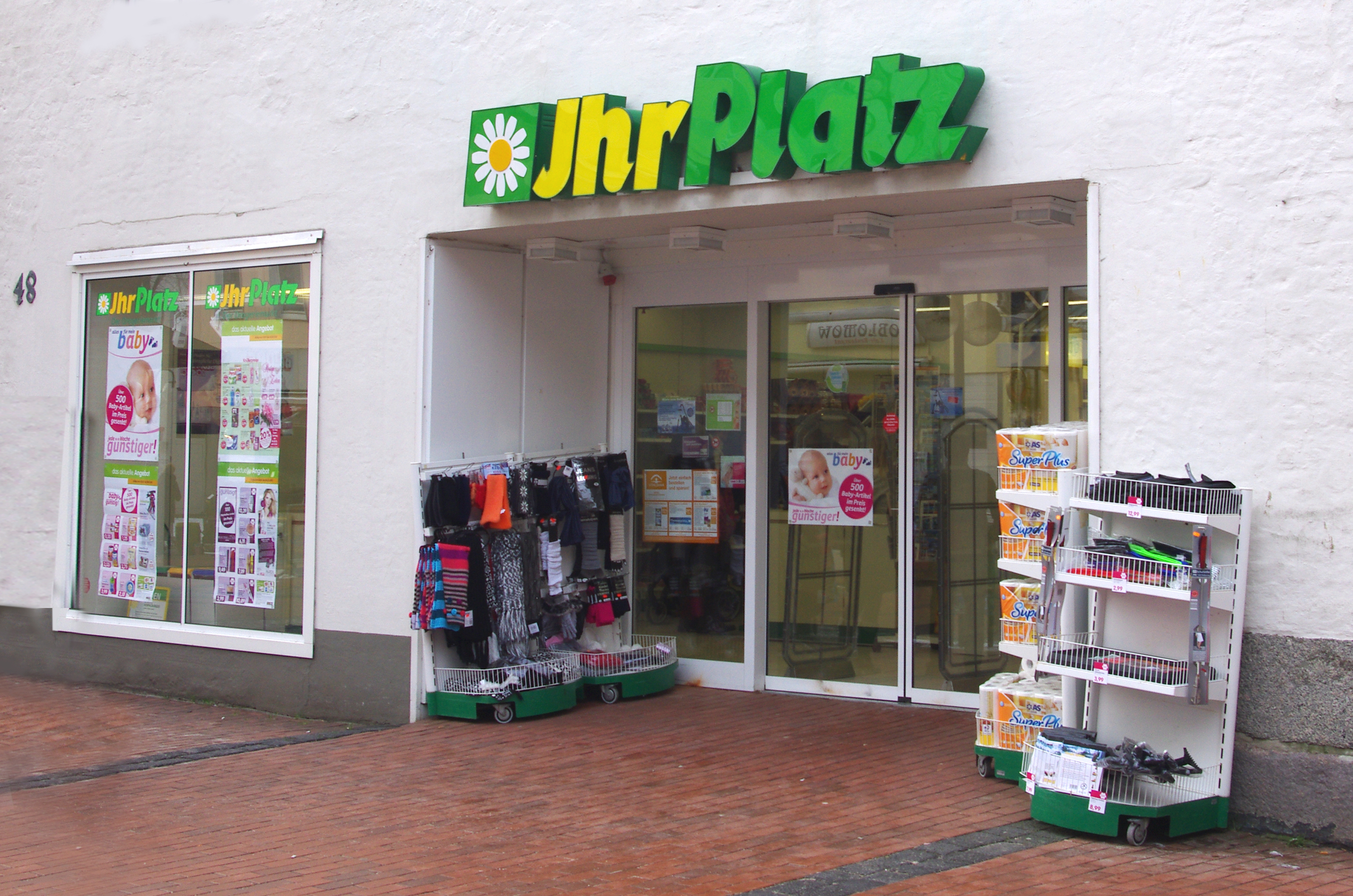
Außenansicht einer Filiale, Januar 2012 (noch mit altem Schriftzug)

Ihr Platz GmbH & Co. KG i.I. war eine Drogeriemarktkette in Deutschland mit Sitz in Osnabrück. Sie gehörte von 2007 bis zu deren Auflösung 2012 zur Schlecker-Unternehmensgruppe. Von 1958 bis 1973 war der Name der Märkte der seifen-platz.
Ihr Platz betrieb mit insgesamt 3990 Beschäftigten rund 490 Drogeriemärkte in Deutschland, vor allem in Nordrhein-Westfalen und Niedersachsen. In Berlin firmierten die Ihr-Platz-Märkte teilweise unter dem Namen drospa.
Am 26. Januar 2012 stellte die Ihr Platz GmbH & Co. KG beim Amtsgericht Ulm Antrag auf Eröffnung eines Insolvenzverfahrens. Das Insolvenzverfahren wurde am 28. März 2012 eröffnet.
Da man für das Unternehmen keinen Investor finden konnte, beschloss die Insolvenzverwaltung die Zerschlagung von Ihr Platz und den Verkauf der einzelnen Filialen. Am 26. Juli 2012 startete der Ausverkauf in 367 Ihr-Platz-Filialen (ausgenommen Franchise- und Bahnhofsfilialen sowie Filialen, die schon an Rossmann verkauft worden waren).
Am 29. August 2012 schlossen die letzten Ihr-Platz-Filialen. Auch die Website wurde zu diesem Zeitpunkt abgeschaltet.

## Geschichte
Ihr Platz ging zurück auf die 1895 gegründete Osnabrücker Seifenfabrik Frömbling an der Rehmstraße, Ecke Lange Straße, im Stadtteil Wüste, das Einzelhandelsunternehmen auf einige Fachgeschäfte für Seifen- und Haushaltswaren in Wilhelmshaven. 1911 erweiterte sich Frömbling um eine Stärkefabrik in Osnabrück-Eversburg. Die erste handelsgerichtliche Eintragung erfolgte 1932 als Seifen-Spezialgeschäfte Wilhelm Puls KG in Oldenburg (Oldenburg).
Mit etwa einem Dutzend Filialen, die nach dem Zweiten Weltkrieg wieder notdürftig aufgebaut und eingerichtet wurden, hielt sich das Unternehmen bis 1949 in eher bescheidenen Dimensionen. Als 1952 die Seifen- und Stärkeproduktion in Osnabrück liquidiert werden musste, zog sich der Inhaber Frömbling senior auf einige Seifenläden zurück. Sein Sohn Jürgen Frömbling brach sein Studium der Nahrungsmittelchemie in Erlangen ab und war zunächst für mehrere Monate bei einer Bank als Volontär tätig. Danach half er dann seinem Vater hinter dem Verkaufstresen. 1958 wurde der Name der Firma in „der seifen-platz“ geändert. Frömbling erkannte bald, wo in der Branche am schnellsten Geld zu verdienen sei. Im Jahr 1963 eröffnete er daher, gegen den Willen seines Vaters, den ersten Selbstbedienungsladen in Hann. Münden. Das Geschäft ließ sich so gut an, dass Frömbling weitere SB-Filialen unter dem Namen eröffnete. Frömbling selbst suchte die Standorte der neuen Läden aus und spezialisierte sich dabei auf Klein- und Mittelstädte. Im Jahr 1970 umfasste die Kette 400 Verkaufsläden und 3700 Beschäftigte zwischen Borkum und Lahr/Schwarzwald, mit Schwerpunkt in Nordrhein-Westfalen und Niedersachsen. Das Sortiment bestand aus Haushaltsartikeln, Kosmetika, Spiel- und Schreibwaren sowie Kleintextilien.
Erst 1973 wurde der Name der Firma in „Ihr Platz“ geändert. Im Jahr 1997 zog sich Frömbling aus der Leitung des Unternehmens zurück und übergab die Leitung an seinen Sohn Thomas Frömbling. Im selben Jahr gründete Frömbling auch die Estorel AG in der Schweiz, deren bis zu 33 Märkte aber bis zur Abgabe an die Drogeriekette Müller ein Zuschussgeschäft blieben.
Am 24. Oktober 1991 konnte der 100. Berliner drospa-Drogeriemarkt eröffnet werden. Bis 1998 stieg die Beschäftigtenzahl der Ihr Platz-Gruppe auf 8.940.
Zum Beginn des Jahres 2000 wurden rund 250 drospa-Märkte, die bis dahin zur Douglas Holding in Hagen gehörten, von der Unternehmensgruppe Ihr Platz übernommen. Dies hatte nicht nur den natürlicherweise größten Umsatzschub der Firmengeschichte zur Folge, sondern war laut eigener Darstellung der logische Zusammenschluss zweier Unternehmen, die sich vom Filialnetz, der Positionierung am Markt und sogar der Unternehmenskultur optimal ergänzten.
Im Sommer 2002 legte Thomas Frömbling als geschäftsführender Gesellschafter des Drogeriemarktunternehmens sein Mandat als Geschäftsführer des Unternehmens nieder. Er trat dann im Verwaltungsrat des Unternehmens die Nachfolge seines Vaters Jürgen Frömbling an. Weiterhin nahm er seine Aufgaben im Verwaltungsrat der Tochtergesellschaft Estorel in der Schweiz wahr. Durch das Ausscheiden Frömblings aus der Geschäftsführung wurde eine Neuordnung der zentralen Organisationsstruktur notwendig. Wichtigste organisatorische Neuerung war die Gliederung des Geschäftsleitungsbereichs Markt/Ware in die Bereiche Einkauf sowie Vertrieb und Marketing.
Den neu installierten Bereich Vertrieb und Marketing verantwortete der vorher in die Führungsriege aufgenommene Dietmar Donath. Der Handelsmanager, der über langjährige Erfahrungen aus der stationären Ladenkette des Bertelsmann Club verfügt, trat außerdem in den Verwaltungsrat von Estorel ein und nahm damit verantwortlich die Betreuung von Estorel von Osnabrück aus wahr.
Ihr Platz meldete nach einer schweren Krise im Mai 2005 Insolvenz an. Nach dem Einstieg der Finanzinvestoren Goldman Sachs und Fortress Investment Group wurden die Finanzen geordnet und ein neues Filialkonzept mit den Schwerpunkten Wellness, Schönheit und Gesundheit etabliert. In den modernisierten Filialen von Ihr Platz sei danach der Umsatz durchweg um mehr als 20 Prozent gestiegen.
Mit Wirkung zum 31. Dezember 2007 hatte der Drogeriemarktkonzern Schlecker das Unternehmen aufgekauft und führte seitdem Ihr Platz als Premium-Zweitmarke. Ende 2011 hatte Ihr Platz eine Gesamtverkaufsfläche von über 235.000 m² in 630 Ihr-Platz-Märkten und 58 Ihr-Platz-Franchisemärkten.

## Insolvenz im Jahr 2012
Ihr Platz stellte am 26. Januar 2012 erneut einen Insolvenzantrag in der Folge der Insolvenz der Muttergesellschaft Schlecker. Der vorläufige Insolvenzverwalter Werner Schneider kündigte die Schließung von 142 von bundesweit 612 Märkten an. Insgesamt 908 von 5350 Arbeitsplätzen sollten gestrichen werden. Nach späteren Medienberichten sollten zum 7. April 2012 aber nur 122 Filialen in allen Bundesländern schließen und 650 Mitarbeiter abgebaut werden. Für diese Mitarbeiter würde eine Transfergesellschaft gegründet, deren Finanzierung gesichert sei.
Im Zuge der endgültigen Schlecker-Insolvenz, die am 1. Juni 2012 verkündet wurde, plante die DUBAG (Deutsche Unternehmensbeteiligungen AG) aus München, Ihr Platz sowie die XL-Filialen von Schlecker vom Insolvenzverwalter zu erwerben. Eine Verkaufssumme wurde zunächst nicht bekannt. Zum Zeitpunkt des Verkaufs waren etwa 3900 Mitarbeiter bei der Kette beschäftigt und 490 Filialen Bestandteil der Firma. Bundesweit gab es außerdem zu diesem Zeitpunkt weitere 50 Ihr-Platz-Märkte, die als Franchiseunternehmen geführt wurden. Am 9. Juni wurde das Scheitern des Verkaufs an die DUBAG bekanntgegeben. Es gab jedoch noch weitere Interessenten.
Infolgedessen wurde das Unternehmen nun zerschlagen und die einzelnen Filialen verkauft.
Am 18. Juli 2012 wurden 104 der 490 Ihr-Platz-Filialen an die Dirk Rossmann GmbH verkauft. Am gleichen Tag wurde bekannt, dass die Staatsanwaltschaft Stuttgart wegen des Verdachts der Untreue, der Insolvenzverschleppung und des Bankrotts gegen Anton Schlecker ermittle. Den ganzen Tag über durchsuchten Ermittler Wohnungen und Geschäftsräume im ganzen Bundesgebiet und stellten Unterlagen sicher. Dem Verkauf an Rossmann stimmte das Bundeskartellamt am 25. Juli 2012 zu.
Aus dieser Masse übernahm Rossmann auch 20 Märkte der Vertriebsschiene IhrPlatz-Express, die sich in Bahnhöfen befinden. Diese wurden ab Spätsommer 2012 nach und nach auf Rossmann Express umgeflaggt; diese Arbeiten dauerten im Frühjahr 2013 noch an. Dabei weitete Rossmann sein Sortiment um bestimmte Lebensmittel aus.

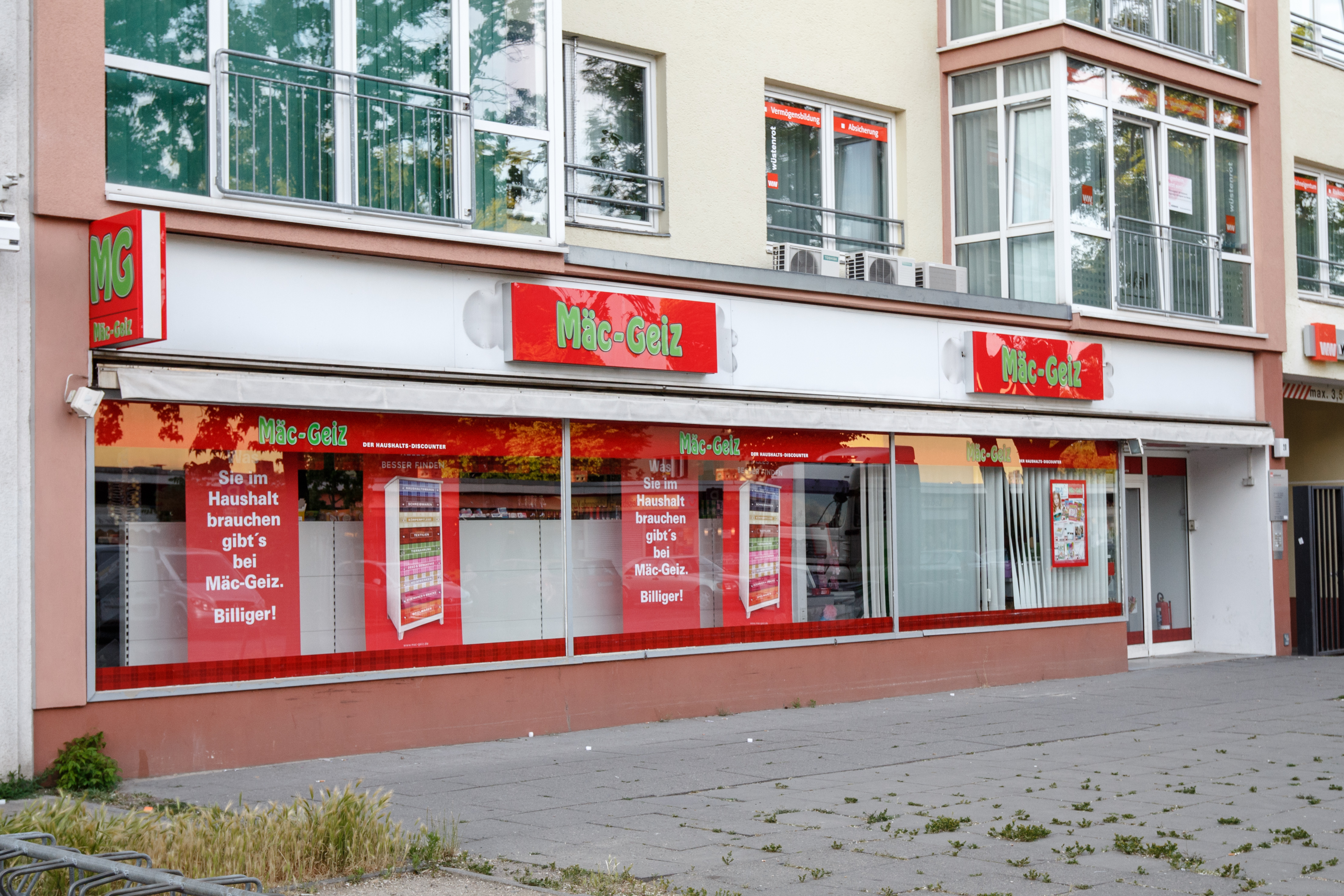
Diese ehemalige Drospa-Filiale in Berlin-Lichtenrade (die Anbringung der alten Leuchtreklame ist noch teilweise zu erkennen) wurde zeitweise als Ihr Platz geführt und ist jetzt eine Filiale von Mäc Geiz.

Am 20. Juli 2012 übernahm die österreichische MTH Retail Group 109 Filialen von Ihr Platz. Diese sollten zu Mäc-Geiz-Märkten umgeflaggt werden.
Am 31. Juli 2012 übernahm die aus Bönen stammende H.H. Holding 45 Filialen von Ihr Platz aus der Schlecker-Insolvenzmasse. Die H.H. Holding betreibt unter anderem den Textil-Discounter KiK, den Ein-Euro-Laden Tedi und die Kaufhäuser von Woolworth Deutschland.
Am 10. August 2012 übernahm der Bindlacher Textilhändler NKD 30 Ihr-Platz-Filialen.
Am 29. August 2012 schlossen alle verbliebenen Ihr-Platz-Filialen.

## Weiterbestehen der Franchise-Märkte
Am 17. Oktober 2012 wurde bekannt, dass die deutschlandweit verbliebenen 44 „Ihr-Platz“-Drogeriemärkte, welche von Franchisern betrieben wurden und die mit der Schlecker-Insolvenz ihren Franchise-Partner verloren haben, in Zukunft von der Handelsgenossenschaft „Für Sie“ in Köln betreut würden. Diese Handelsgenossenschaft gehört zur Rewe Group. Der Umsatz der 44 Märkte liege bei 35 Millionen Euro, sie haben etwa 200 Arbeitsplätze.

## Ihr Platz FÜR SIE GmbH
Die Ihr Platz FÜR SIE GmbH wurde im September 2012 von der FÜR SIE Handelsgruppe gegründet. Die Handelsgruppe hatte die Namensrechte des Traditionsunternehmens Ihr Platz übernommen. Gemeinsam mit ehemaligen Franchisenehmern der in Insolvenz gegangenen Ihr Platz GmbH aus Osnabrück wurde die Marke „Ihr Platz“ von der „FÜR SIE“ auf dem deutschen Markt fortgeführt.
Die FÜR SIE weitete das Geschäft mit selbstständigen Kaufleuten weiter aus. Hierfür arbeitete sie unter anderem mit der REWE Group zusammen. Die Märkte der ehemaligen Franchisenehmer sowie neuer Partner wurden von selbstständigen Drogeriemarktbetreibern betrieben, die das neue Konzept nutzten und einheitlich unter der Marke Ihr Platz auftraten. Mit 44 ehemaligen Franchisenehmern gestartet, waren zeitweise rund 70 Ihr-Platz-Märkte deutschlandweit vertreten.
Die FÜR SIE bot den Ihr Platz-Partnern Dienstleistungen an, die sämtliche Funktionen einer Systemzentrale abbilden. Die Partner konnten aus unterschiedlichen Bausteinen die benötigten Leistungen wählen. Neben dem Warengeschäft, der Konditionsbeschaffung und der Aktionsplanung wurden sämtliche Leistungen zur selbstständigen Führung eines Drogeriemarktes angeboten – zum Beispiel Ladenbau, Ladenausstattung, Werbe- und Bedarfsmittel, ein zweiwöchentlich erscheinender Handzettel und eine neue Website.
Im Februar 2017 wurden nur noch 15 Filialen unter dem Namen Ihr Platz geführt. Nach und nach wurden u. a. die Website sowie die Handzettel eingestellt. Die wachsende Konkurrenz durch größere Drogerieketten wie Rossmann und dm, die zunehmend auch den ländlichen Raum und Kleinstädte abseits von Ballungszentren eroberten, sorgten für viele Geschäftsaufgaben. Andere Franchisenehmer führen ihre Drogerie unter dem Namen DroNova mit einem ähnlichen Konzept weiter. Hierbei tritt Budnikowsky als Partner auf.
2022 existieren nur noch sehr wenige Filialen, die weiterhin den Markennamen Ihr Platz benutzen. Die Händler zahlen zwar eine Nutzungsgebühr für die Marke, allerdings gilt das Franchise-Konzept als gescheitert.

## Kritik
Das Unternehmen Ihr Platz geriet Anfang 2010 ins Visier von Datenschützern, weil bekannt wurde, dass bei Ihr Platz flächendeckend Mitarbeiter und Kunden mit Videokameras überwacht wurden und damit gegen das Bundesdatenschutzgesetz verstoßen wurde.